# Кен Майлз
Кеннет Генрі Майлз (англ. Kenneth Henry "Ken" Miles; 1 листопада 1918 — 17 серпня 1966) — англійський інженер спортивних автомобілів та гонщик, найбільш відомий своєю кар'єрою автоспорту в США. Внесений до Зали слави автоспорту Америки.

## Кар'єра
Кен Майлз народився 1 листопада 1918 року в Саттон-Колдфілді, недалеко від міста Бірмінгем. Він був сином Еріка Майлза і Кларіс Джарвіс. Після невдалої спроби втекти до Сполучених Штатів, Майлз покинув школу у віці 15 років, щоб працювати учнем у Wolseley Motors, який направив його до технікуму, щоб розширити свої знання зі створення транспортних засобів. Кен їздив на мотоциклах ще до того, як служив командиром танків у Британській територіальній армії у Другій світовій війні. За свій характер отримав прізвисько «Бульдог». Потім Майлз у званні старшого сержанта ремонтував танки в танковій частині, яка брала участь в десантуванні у Нормандії в 1944 році.
Після війни він займався спортивними гонками на таких автомобілях як: Bugatti, Alfa Romeo та ін.
Переїхав з Англії до району Лос-Анджелес, штат Каліфорнія в 1951 або 1952 рр. У 1953 році він здобув 14 прямих перемог у гонках SCCA.
Його успішна кар'єра гонщика та інженера привернула увагу Керролла Шелбі, який найняв Майлза тест-водієм на початку 1960-х. Майлз допоміг Шелбі розробити AC Cobra. Майлз також розробив перший дослідний зразок Sunbeam Tiger, до якого до нього звернулась The Rootes Group, на суму 800 доларів США, і який він завершив за один тиждень. Також, він допоміг Шелбі у розробці Ford GT40 та Mustang GT350.
Переміг у 24-годинній гонці Дайтони в 1966 році, а також посів друге місце у 24-годинній гонці Ле-Ман у Франції того ж року.

## Смерть
Загинув 17 серпня 1966 року в південній Каліфорнії на гоночному треку під час тестування нового спортивного автомобіля Ford J-car.
Його машина розлетілася на друзки, миттєво знищивши Кена. Мобільна конструкція випробовуваного авто зазнала саме такого пошкодження, якому повинна була запобігти.

## Вшанування пам'яті

### У кінематографі
- Фільм 2019 року «Аутсайдери», роль Кена Майлза виконав Крістіан Бейл.